# Didemnum apuroto
Didemnum apuroto is een zakpijpensoort uit de familie van de Didemnidae. De wetenschappelijke naam van de soort is voor het eerst geldig gepubliceerd in 1987 door Monniot & Monniot.